# Битка за Лођу
Битка за Лођу одиграла се током Рата на Косову у селу Лођа, прва се одиграла од 6. до 12. јула 1998. А друга од 10. до 17. августа 1998. Битка се водила између југословенске војске и ОВК и ФАРК-а. Прва битка представљала је операцију одмазде након што су двојица југословенских полицајаца убијени у патроли. Прва битка је завршена победом ОВК, док је друга операција завршена победом Југославије. Све 284 куће у селу и џамија уништени су булдожерима од стране српске полиције.